# Franco de Franco
Franco de Franco (ur. ok. 1585 w Corulani, zm. 30 czerwca 1611 w Wilnie) – włoski kalwinista, który został w Rzeczypospolitej skazany na śmierć ze względów wyznaniowych.

## Życiorys
Pochodził z zachodniego Friuli, należącego do Republiki Weneckiej; tam spędził dzieciństwo i młodość. Do Polski przyjechał z ojcem, który został zarządcą dóbr wielickich. Później pracował w administracji kopalni soli w Wieliczce pod kierownictwem swego stryja Piotra de Franco, żupnika.

### Propagator kalwinizmu
Ponieważ jego stryj był gorliwym katolikiem, jest prawdopodobne, że dopiero po jego śmierci w 1603 Franco zbliżył się do krakowskich innowierców. Przyjął kalwinizm i stał się jego gorliwym propagatorem.
Aby szerzyć to wyznanie wśród swoich rodaków, wrócił do Włoch, gdzie jednak po krótkim czasie został przez inkwizycję uwięziony w Brescii. Po 9 miesiącach udało mu się uciec z więzienia. Po tej ucieczce czuł wyrzuty sumienia, że z powodu swojego tchórzostwa uniknął męczeńskiej śmierci.
Dotarł do luterańskiej części Niemiec i 10 września 1605 zapisał się na uniwersytet w Wittenberdze jako Francus Franchi Italus. Zarabiał na utrzymanie, ucząc języka włoskiego i tańca. Studiował również we Frankfurcie nad Odrą.
W maju 1608 przeniósł się do Drezna, gdzie z nieznanych powodów został aresztowany. Potem wyjechał do Lipska, gdzie zaprzyjaźnił się ze studentem – wileńskim kalwinistą Samuelem Piątkowiczem.
Ta znajomość sprawiła, że Franco wrócił do Rzeczypospolitej i osiedlił się w Wilnie. Rozpoczął akcję misyjną wśród miejscowej kolonii włoskiej. Jest możliwe, że chciał w ten sposób odkupić tchórzliwą ucieczkę z Brescii, oddając swoje życie za wiarę.

### Wydarzenia wileńskie
2 czerwca 1611, kiedy w Kościele katolickim przypadała uroczystość Bożego Ciała, Franco wysłuchał nabożeństwa w zborze wileńskim, podczas którego pastor Andrzej Chrząstowski ostro krytykował obrzędy katolickie, określając je jako bałwochwalstwo.
Po wysłuchaniu tego kazania i opuszczeniu zboru Franco udał się na miejsce procesji katolickiej odbywającej się z okazji uroczystości Bożego Ciała. Stanął obok jednego z ołtarzy, wzniesionych na jej trasie i kiedy wierni z sakramentem eucharystii zbliżyli się, tak przemówił do nich: „Wy niebożęta zaślepieni, wielkie bałwochwalstwo czynicie, gdy opłatkowi cześć oddawacie i śpiewacie o nim […] Bogu chwałę oddawajcie, który jest w niebiosach, a bałwochwalstwa zaniechajcie, ani boskiej chwały rzeczom ziemskim nie dawajcie!”.
Świadkami tego byli m.in. uczestniczący w procesji kaznodzieja królewski Piotr Skarga i nuncjusz Francesco Simonetta.
Natychmiast po tych słowach tłum rzucił się na Franco i pobił go, po czym innowiercę zamknięto w więzieniu. Obrońcą Franco został Samuel Piątkowicz. W czasie procesu Franco wezwał biskupa, by ten „nie zwodził ludu i nie kazał kłaniać się bałwanom, ale głosił czyste słowo boże”, co spowodowało, że biskup nakazał opróżnić salę sądową z osób postronnych.
Sprawie starano się nadać charakter spisku, sugerując, że Franco działał ze wspólnikami, a nawet że miał zamiar zabić królową, syna królewskiego lub biskupa. Gdy Franco nie przyznał się do tego, poddano go całonocnym torturom, które go jednak nie złamały.
Za uwięzionym wstawiało się wielu szlachciców-innowierców, lecz możni i mający wielkie wpływy na Litwie Radziwiłłowie, sami wyznania kalwińskiego, nie poparli Franco, prawdopodobnie z powodu jego plebejskiego pochodzenia. Sprawa Franco dotarła do wiadomości samego papieża, a Piotr Skarga osobiście zabiegał o jak najsurowsze ukaranie bluźniercy. Zaproponowano Franco darowanie życia w zamian za przyjęcie katolicyzmu, jednak Franco odmówił. Według opinii Janusza Tazbira Franco chciał swoim czynem zmienić bierną postawę polskich protestantów wobec tryumfu i postępów kontrreformacji.

### Śmierć Franco
Miejscem egzekucji były lochy wileńskiego ratusza, ponieważ obawiano się, że publiczna kaźń doprowadzi do wybuchu zamieszek i podpaleń. Kat wyrwał Franco język (była to zwyczajowa kara za bluźnierstwo), następnie jego ciało zostało porąbane na części, które zawieszono na pręgierzu. Potem ciało spalono, a popioły wrzucono do rzeki.

#### Reakcje po egzekucji
Wkrótce po egzekucji, 2 i 3 lipca, doszło do tumultu w Wilnie, podczas którego uczniowie jezuiccy splądrowali zbór kalwiński na ul. Bernardyńskiej, zniszczyli bibliotekę i archiwum, pobili ewangelików, w tym śmiertelnie miejscowego ministra Marcina Tertuliana, a następnie zbór spalili.
Sprawa Franco rozpaliła waśnie religijne i pogorszyła sytuację innowierców na Litwie. Interwencje szlachty innowierczej u króla i w Sejmie nie przyniosły żadnego rezultatu – nie udało się uchwalić ustawy przeciwko tumultom. Jezuici bronili i usprawiedliwiali swoich uczniów w wydanej broszurze, próbując dowieść zagrożenia ze strony innowierców.
W późniejszych latach Franco został w Polsce zapomniany, jednak pisali o nim zachodnioeuropejscy protestanci, np. David Pareus oraz bracia polscy, np. Andrzej Lubieniecki (zm. 1623), którzy piętnowali katolicką kontrreformację.